# GirlsDoPorn
GirlsDoPorn fue un sitio web pornográfico estadounidense activo desde 2009 hasta 2020. En octubre y noviembre de 2019, seis personas involucradas fueron acusadas de tráfico sexual por la fuerza, fraude y coerción.
En diciembre de 2019, dos personas más fueron acusadas de obstrucción para la aplicación del tráfico sexual. El sitio web se eliminó en enero de 2020 después de que 22 víctimas ganaran el caso civil contra la empresa. Según el Departamento de Justicia de los Estados Unidos, el sitio web y su sitio web hermano, GirlsDoToys, generaron más de $17 millones en ingresos. Los videos se presentaron en 'GirlsDoPorn.com, así como en sitios de pornografía como Pornhub, donde el canal alcanzó el ranking de los 20 más vistos, con aproximadamente 680 millones de visitas.